# أوغنيين تسفيتان
أوغنيين تسفيتان Ognjen Cvitan (ولد في 10 أكتوبر 1961) لاعب شطرنج كرواتي يحمل لقب أستاذ كبير.

## إنجازات
- فاز ببطولة العالم للشطرنج للشباب عام 1981.
- شارك في بطولة العالم للشطرنج عام 2002، وهزمه في الجولة الأولى ألكسندر لاستن.

## ألقاب
- نال لقب أستاذ دولي عام 1981.
- نال لقب أستاذ كبير عام 1987.

## تصنيف
- بلغ في تصنيف إيلو 2489 نقطة في يناير 2018.

## روابط خارجية
- أوغنيين تسفيتان على موقع الاتحاد الدولي للشطرنج (الإنجليزية)
- أوغنيين تسفيتان على موقع مباريات الشطرنج (الإنجليزية)
- أوغنيين تسفيتان على موقع 365Chess.com (الإنجليزية)
- أوغنيين تسفيتان على موقع Chesstempo.com (الإنجليزية)
- أوغنيين تسفيتان سجل أولمبياد الشطرنج على موقع OlimpBase.org (الإنجليزية)